# Johan Neeskens
Johannes „Johan” Jacobus Neeskens (n. 15 septembrie 1951, Heemstede, Olanda de Nord, Țările de Jos – d. 6 octombrie 2024, Alger, Provincia Alger, Algeria) a fost un fotbalist neerlandez retras din activitate, care a jucat pe post de mijlocaș la echipe ca New York Cosmos, Barcelona și Ajax. Pe plan internațional, are prezențe la națională pentru Țările de Jos. După încheierea carierei, a devenit antrenor, și a antrenat, printre altele, Nijmegen, FC Zug și Mamelodi.
Ca jucător, a fost un membru important în echipa care a luat medalia de argint la Campionatele Mondiale din 1974 și 1978. A fost antrenorul secund al lui Frank Rijkaard la FC Barcelona, dar au fost concediați la finalul sezonului 2007–2008.